# Jean-Pierre Nadir

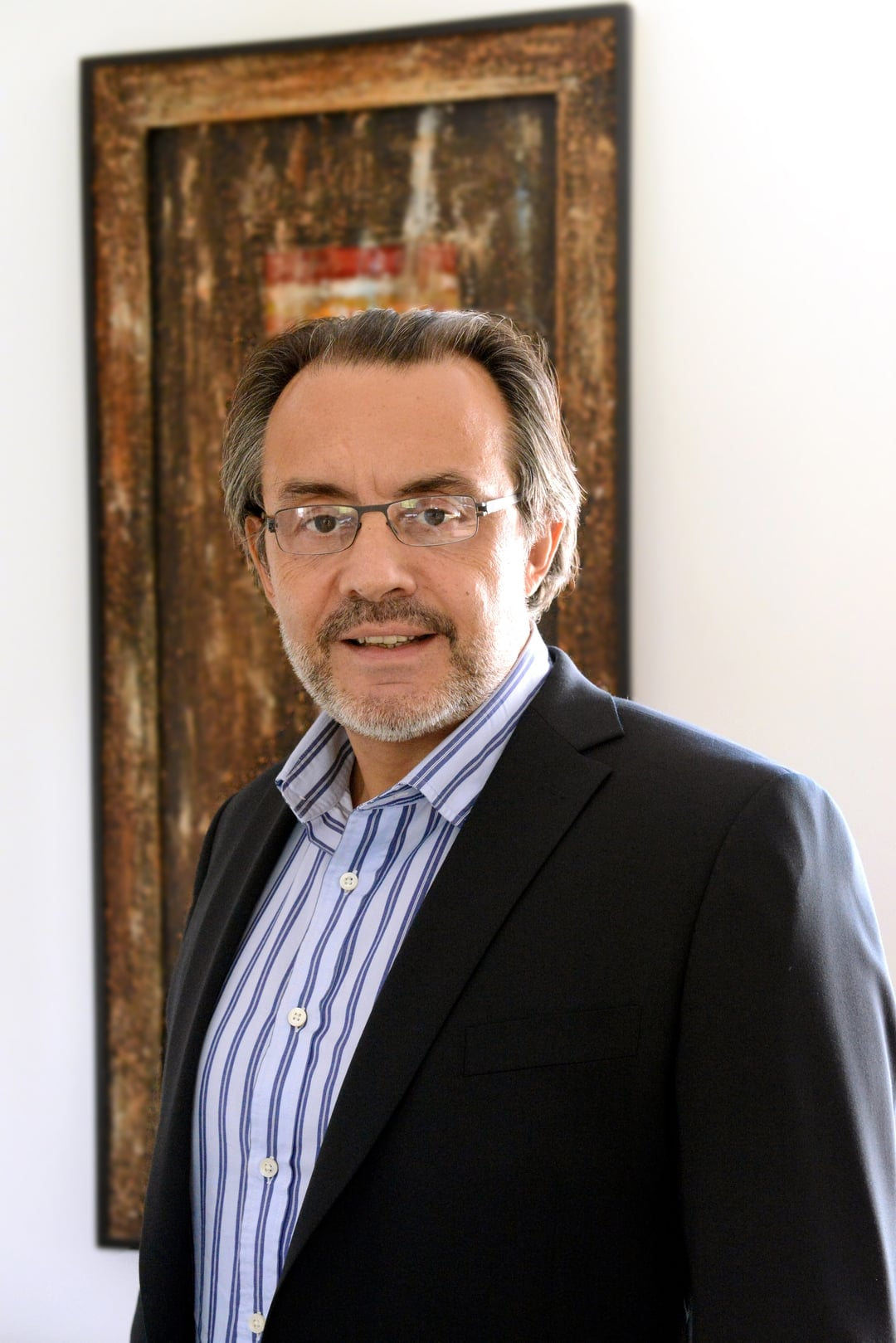
Jean-Pierre Nadir

Jean-Pierre Nadir Benabadji (* 1965 in Nantes)  ist ein französischer Geschäftsmann und Gründer des Metasearch-Reiseportals Easyvoyage.

## Leben
Nadir wurde als Sohn eines algerischen Vaters und einer bretonischen Mutter geboren. Ab 1980 studierte er zunächst drei Jahre lang Sportwissenschaft in Lorient (Bretagne), bevor er sich 1983 in Paris an der École Supérieur de Publicité auf Kommunikationswissenschaft spezialisierte.
1987 gründete er „Miss Pizza“, den ersten Pizzalieferservice für Paris. Das Prinzip hatte er von dem 1970 gegründeten US-Lieferservice Domino’s Pizza übernommen, welcher seinen Kunden eine Lieferung innerhalb von 45 Minuten versprach.
An der Seite von Robert Lafont begann er seine Karriere in der Presse und wurde Aktionär der Verlagsgruppe Entreprende. 1989 erwarb er die täglich erscheinende Sportzeitung Le Sport und wandelte sie mit Hilfe des Journalisten Hervé Duthu in ein wöchentliches Sportmagazin um. 1990 gründete er die Verlagsgruppe „Les Editions de Demain“ (EDD). Zwischen 1990 und 1999 gab er verschiedene Publikationen heraus: Partir, Cuisine du bout du Monde, Sport’s Magazine, Mer & Océan, Cuisine de saison, Jeux de voyage, Jeux de sport, Cuisiner et Voyager. Parallel dazu  gründete er die  Bildagentur Visa Image, die die Produktionen der Verlagsgruppe in 40 Ländern vermarkten soll.
1999 verkaufte er seine Verlagsgruppe EDD und gründete 2000 das Metasearch-Reiseportal Easyvoyage.com., welches seinen Nutzern sowohl eine Metasearch-Suchmaschine für Flüge, Reisen, Hotels und Mietwagen bietet, als auch redaktionelle Inhalte rund um das Thema Reisen. 2006 wurde das Angebot mit easyviajar.es in Spanien und easyviaggio.it in Italien erweitert und Jean-Pierre Nadir wurde im Dezember Vorsitzender der Easyvoyage Holding-Organisation. 2009 kam Easyvoyage.co.uk auf den britischen Mark und seit 2010 gibt es  auch eine Seite für die deutschsprachigen Internetnutzer.

## Medienauftritte
Jean-Pierre Nadir tritt regelmäßig im französischen Fernsehen und anderen Medien auf und war zeitweise regelmäßiger Gast der täglichen Diskussionsrunde „Les Grandes Gueules“ des Radiosenders RMC. Seit 2008 moderiert er eine monatliche Rubrik in der Sendung  L‘entreprise  des Wirtschaftsradiosenders BFM. Er ist außerdem in den Sendungen Ils font bouger la France auf  France 2, Le téléphone sonne auf France Inter und in Capital auf M6, aufgetreten. Im Juli 2009 zierte er zusammen mit den Internetfirmengründern Marco Simoncini (Meetic Group) und Jaques-Antoine Grangeon (Vente-privée) das Titelblatt der Businessmagazins Entreprendre.